# Schild (geologie)

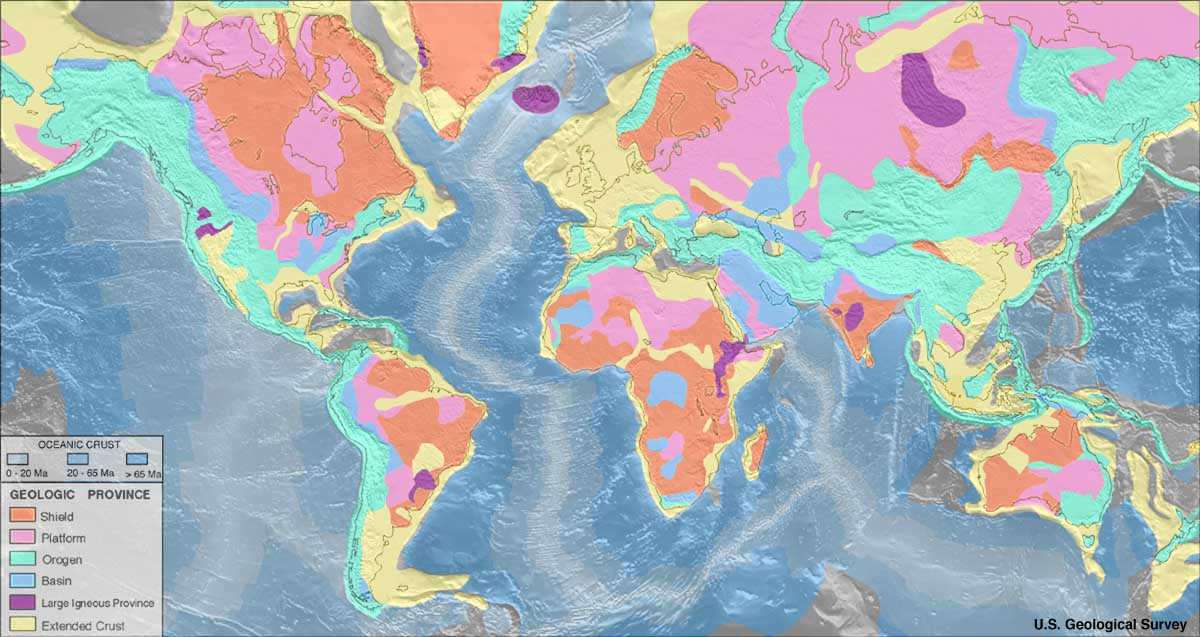
Schilden zijn op deze kaart aangegeven als oranje

Met een schild of continentaal schild wordt in de geologie een groot aaneengesloten deel van een continent bedoeld waar zeer oude gesteenten (meestal wordt daarmee bedoeld: ouder dan 500 miljoen jaar) aan de oppervlakte liggen. Zulke gebieden hebben meestal de topografie van een plateau: het zijn hoger gelegen delen van continenten met relatief weinig reliëf. Structureel gezien kan een schild worden beschreven als een heel grote, licht alle kanten op dippende koepelvormige structuur.
Om schilden heen liggen vaak gebieden waar de oudere gesteenten van het schild overdekt zijn met jongere gesteenten. Deze gebieden worden platforms genoemd. Een schild met de omringende platforms samen wordt een kratons genoemd.

## Naamgeving
De term schild werd voor het eerst gebruikt door de Duitse geoloog Eduard Suess in 1888. Suess noemde een groot platform van vlakliggende Paleozoïsche sedimentaire gesteenten in Canada, die een Archeïsche metamorfe kern omringen, het "Canadees Schild". Later werden vergelijkbare geologische structuren op andere continenten ook schild genoemd.

## Voorbeelden van schilden
- Het Canadees Schild
- Het Australisch schild
- Het Zuid-Afrikaans schild
- Het Baltisch schild
- Het Guyanaschild